# قشلاق امیرخانلو حاجی‌تاپدوق
قشلاق امیرخانلو  روستایی است که در استان اردبیل، شهرستان پارس‌آباد، بخش تازه‌کند، دهستان محمودآباد قرار دارد.

## جمعیت
بر اساس سرشماری سال ۱۳۸۵ جمعیت این روستا ۷۹۸ نفر با ۱۶۸ خانوار بوده‌است.